# Sulmierzyce (gmina wiejska)
Sulmierzyce (hist. gmina Sólmierzyce) – gmina wiejska w województwie łódzkim, w powiecie pajęczańskim. W latach 1975–1998 gmina położona była w województwie piotrkowskim.
Siedziba gminy to Sulmierzyce.
Według danych z 31 grudnia 2007 gminę zamieszkiwało 4700 osób. Natomiast według danych z 31 grudnia 2019 roku gminę zamieszkiwały 4444 osoby.

## Struktura powierzchni
Według danych z roku 2007 gmina Sulmierzyce ma obszar 82,74 km², w tym:
- użytki rolne: 75%
- użytki leśne: 16%.

Gmina stanowi 10,29% powierzchni powiatu pajęczańskiego.

## Demografia

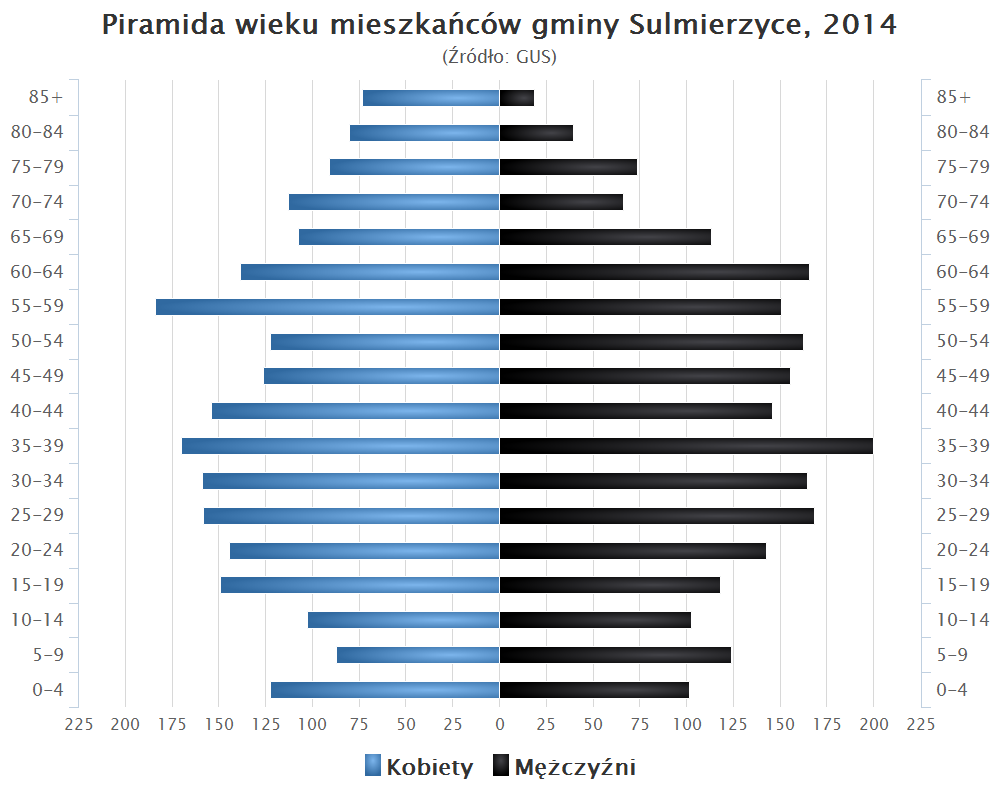
Piramida wieku mieszkańców gminy Sulmierzyce w 2014 roku

Dane z 31 grudnia 2007:
| Opis                              | Ogółem | Ogółem | Kobiety | Kobiety | Mężczyźni | Mężczyźni |
| --------------------------------- | ------ | ------ | ------- | ------- | --------- | --------- |
| Jednostka                         | osób   | %      | osób    | %       | osób      | %         |
| Populacja                         | 4700   | 100    | 2371    | 50,4    | 2329      | 49,6      |
| Gęstość zaludnienia [mieszk./km²] | 57     | 57     | 29      | 29      | 28        | 28        |

## Sołectwa
Bieliki, Bogumiłowice, Chorzenice, Dworszowice Pakoszowe, Eligiów, Kodrań, Kuźnica, Łęczyska, Marcinów, Ostrołęka, Piekary, Sulmierzyce, Sulmierzyce-Kolonia, Wola Wydrzyna.

## Pozostałe miejscowości
Anielów, Dąbrowa, Dąbrówka, Dworszowice Pakoszowe (kolonia), Filipowizna, Ksawerów, Kąty, Markowizna, Nowa Wieś, Patyków, Stanisławów, Trzciniec, Wiśniów, Złotniki.

## Sąsiednie gminy
Kleszczów, Lgota Wielka, Pajęczno, Rząśnia, Strzelce Wielkie, Szczerców